# 德國無條件投降書

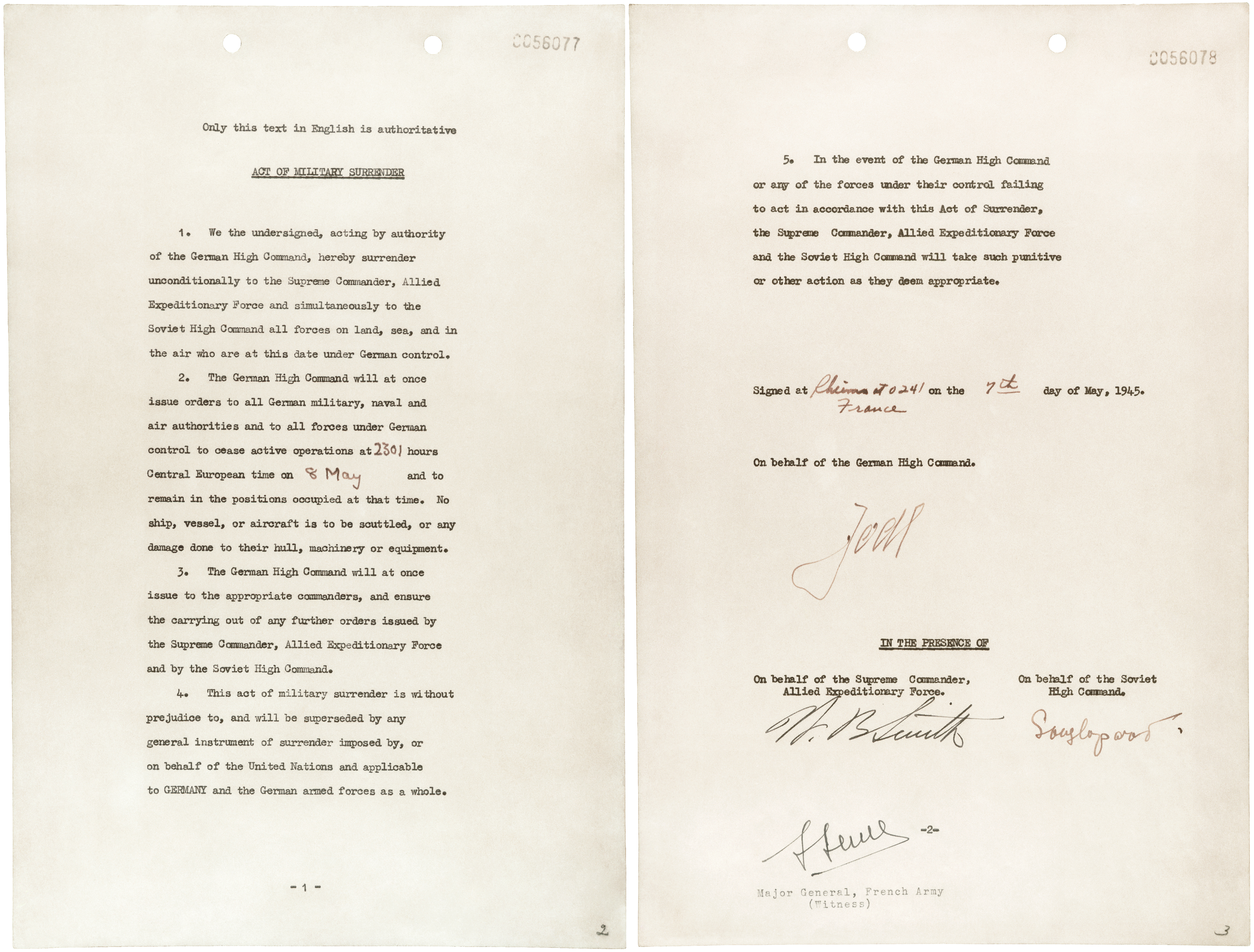
1945年5月7日，雙方在兰斯簽署的首份投降書。

德國無條件投降書（直译：「德国国防军无条件投降」）是指1945年5月8日，由德國國防軍最高統帥部、同盟國遠征部隊最高司令部和蘇聯紅軍最高統帥部在柏林卡爾霍斯特簽署的武裝力量協議，並由法國和美國代表擔任簽署證人，從而結束第二次世界大戰歐洲戰場。

## 背景
1945年4月30日，德国国家元首阿道夫·希特勒于帝国总理府地下的柏林地堡内自杀。 希特勒死前指定海军上将卡尔·邓尼茨为其继任者，担任次屆德国国家總統。两天后，柏林陷落，苏联和美国军队在易北河上的托尔高汇合，使德国领土一分为二。1945年3月盟军发动的最后攻势，及希特勒要求軍隊坚持战斗到最后的命令，使大部分幸存的德军部队被分割在孤立的包圍圈內，和被盟軍占领的领土内，大多位于纳粹德国原領土的边界之外。邓尼茨欲在靠近丹麦边境的弗伦斯堡组建新的弗伦斯堡政府。1945年5月2日，德意志国防军最高统帅部（Oberkommando der Wehrmacht，OKW）的威廉·凯特尔率领该部队加入新政府。OKW曾移至波茨坦附近的克拉姆尼茨（Krampnitz），於柏林战役期间再转移至莱茵斯贝格。邓尼茨企圖将新政府描绘成“非政治性”的。但新政府并没有任何对纳粹主义的谴责，纳粹党也没有被取缔，也没有拘留纳粹领导人，纳粹主义的象征仍然存在。因此苏联和美国都不承认邓尼茨或弗伦斯堡政府有能力代表正式的德国政府。
希特勒死后，德军仍驻扎在大西洋沿岸的拉罗谢尔、圣纳泽尔、洛里昂、敦刻尔克和海峡群岛；希腊的克里特岛、罗得岛和多德卡尼斯群岛；挪威大部分地区；丹麦；荷兰西北部；克罗地亚北部；意大利北部；奥地利；波希米亚和摩拉维亚保护国；拉脱维亚的库尔兰半岛；波兰的赫尔半岛；以及德国的汉堡；梅克伦堡、波美拉尼亚和被包圍的弗羅次瓦夫；以及巴伐利亚南部的贝希特斯加登。

## 投降書內容
1944年，蘇聯、美國和英國透過歐洲諮詢委員會（EAC）合作，致力於擬定一份共同認可的投降文件，以應對納粹政權在德國境內可能因軍事或民間力量垮台，以及後納粹政府尋求停戰的潛在狀況。1944年1月3日，EAC的工作安全委員會提出，德國的投降應記錄在單一的無條件投降文件中。
委員會進一步建議，投降書應由德國最高統帥部的代表簽署。此建議的考量在於避免重蹈覆轍，重演所謂的「刀刺在背傳說」。當時德國的極端分子宣稱，由於《1918 年 11 月 11 日停戰協定》僅由文職人員簽署，因此陸軍總司令部無需為戰敗或投降本身承擔任何責任。並非所有人都認同委員會的預測。英國駐EAC 代表威廉·斯特朗（William Strang）爵士表示，目前無法預見與德國的敵對狀態將在何種情況下結束。因此，無法確定何種程序最合適；如制定一份完整而詳盡的停戰協定；或是賦予廣泛權力的較簡短停戰協定；甚至可能根本沒有停戰協定，而僅有一部分敵方指揮官的投降。
德國的投降條款最初於1944年1月14日的首次EAC會議上進行討論。最終於1944年7月28日達成了一份由三個同盟國共同採納的三部分文本。
第一部分包含簡短的前言：「德國政府和最高統帥部，承認並確認德國武裝部隊在陸海空各方面均已戰敗，特此宣布德國無條件投降。」
第二部分（第1至5條）涉及最高統帥部向盟軍投降所有陸海空部隊，均要交出武器，並從1937年12月31日德國邊界以外的所有領土撤軍，並作為戰俘被俘的義務。
第三部分（第6至12條）與德國政府向盟軍代表投降近乎所有權力及管轄權，包含釋放和遣返囚犯及強迫勞工、停止無線電廣播、提供情報和資訊、維護武器和基礎設施、將納粹領導人移交進行戰爭罪審判，以及盟軍代表發布公告、命令、條例和指示的權力，內容涵蓋「德國徹底戰敗後產生的其他政治、行政、經濟、金融、軍事及其他需求」。第三部分中的關鍵條款第12條，規定德國政府和德國最高統帥部將完全遵守經認可的盟軍代表的任何公告、命令、條例和指示。盟軍將此視為允許無限範圍地實施賠償和損害補償的安排。第13和14條則明確了投降日期以及最終文本所使用的語言。
1945年2月的雅爾達會議進一步規劃了投降條款，會議中各方同意戰後德國的管理將劃分為四個佔領區，分別由蘇聯、英國、法國和美國管轄。雅爾達會議還同意在1944年7月的投降文本中增加附加條款「12a」，聲明盟軍代表「將採取其認為對未來和平與安全必要的步驟，包括徹底解除德國的武裝、使其非軍事化和解體。」然而，法蘭西共和國臨時政府並未參與雅爾達協議，並拒絕承認該協議，造成了外交上的問題，因在EAC文本中正式納入此附加條款，勢必會引發法國要求在任何關於德國解體的決策中獲得同等代表權。在問題尚未解決的情況下，實際上存在兩個版本的EAC文本，一個帶有「解體條款」，另一個則沒有。
直至1945年3月底，英國政府開始懷疑，一旦德國完全被擊潰，是否還會有任何能夠簽署投降書或執行其規定的政府。提議應將EAC文本重新起草為同盟國單方面宣布德國戰敗的聲明，以及在德國完全解體後由接管權力。EAC達成的文本最終以此形式生效，即《關於德國戰敗的宣言》（《柏林宣言 （1945）》）。
同時，西方盟軍的參謀長聯席會議於1944年8月就與任何投降的德軍部隊達成的局部軍事投降條款制定了一般性指導方針。授權投降必須為無條件，且僅限於局部投降的純軍事層面，不得向敵方做出任何承諾。此類投降不得影響後續可能取代任何局部投降文件的總投降書，該投降書將由三個主要同盟國共同強加於德國。此指導方針構建了1945年4月和5月德軍向西方盟軍進行的一系列局部投降的基礎。
隨著德國的投降，EAC文本被一個簡化的、僅限軍事的版本取代，該版基於在卡塞塔投降簽署的義大利境內德軍局部投降書的措辭。造成變化的原因眾說紛紜，但可能反映當時人們意識到對於德國簽署方是否有能力同意完整文本的條款有所保留，或者對於是否應將「解體條款」告知法國仍存在不確定性。

## 投降儀式

### 蘭斯投降協定
鄧尼茨的代表，海軍上將漢斯-喬治·馮·弗里德堡於5月6日告知他，艾森豪威爾將軍提出「所有戰線必須立即、同時且無條件投降」。陸軍總司令阿爾弗雷德·約德爾前往蘭斯，試圖說服艾森豪威爾改變心意，但艾森豪威爾不接受任何拖延，於6日晚間九點聲明，若德軍不全面投降，他將於5月8日午夜關閉美軍及英軍的受降通道，並恢復對德軍佔領區及城鎮的轟炸。約德爾隨即將此訊息以電報發送給鄧尼茨，鄧尼茨回覆授權約德爾簽署無條件投降書，但要求延遲48小時生效，表面理由是為了讓投降命令能傳達至各地的德軍部隊。
第一份投降協定於1945年5月7日凌晨2點41分（中歐時間）在蘭斯簽署。簽署地點位於一棟紅磚校舍內，即蘭斯現代技術學院（Collège Moderne et Technique de Reims），現為投降博物館（Musée de la Reddition），當時是盟軍最高遠征軍司令部（SHAEF）的所在地。協定於5月8日晚間11點01分（英國夏令時間）生效，亦即中歐時間23點01分，這48小時的緩衝期是從最終談判開始時回溯計算的。代表德國國防軍最高統帥部（OKW）的約德爾簽署了德國武裝部隊的無條件投降書。代表盟軍最高遠征軍總司令的是沃爾特·比德爾·史密斯將軍，而伊凡·蘇斯洛帕羅夫（Ivan Susloparov）將軍則代表蘇聯最高統帥部簽署。法國少將弗朗索瓦·塞韋茲（François Sevez）則以官方見證人的身分簽署。

### 最終投降方案

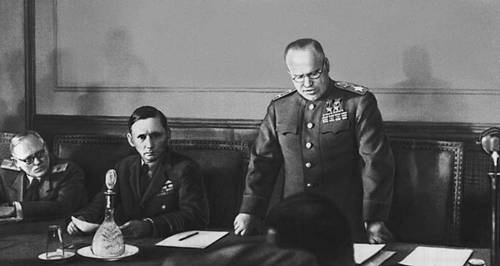
朱可夫於柏林宣讀德國投降書

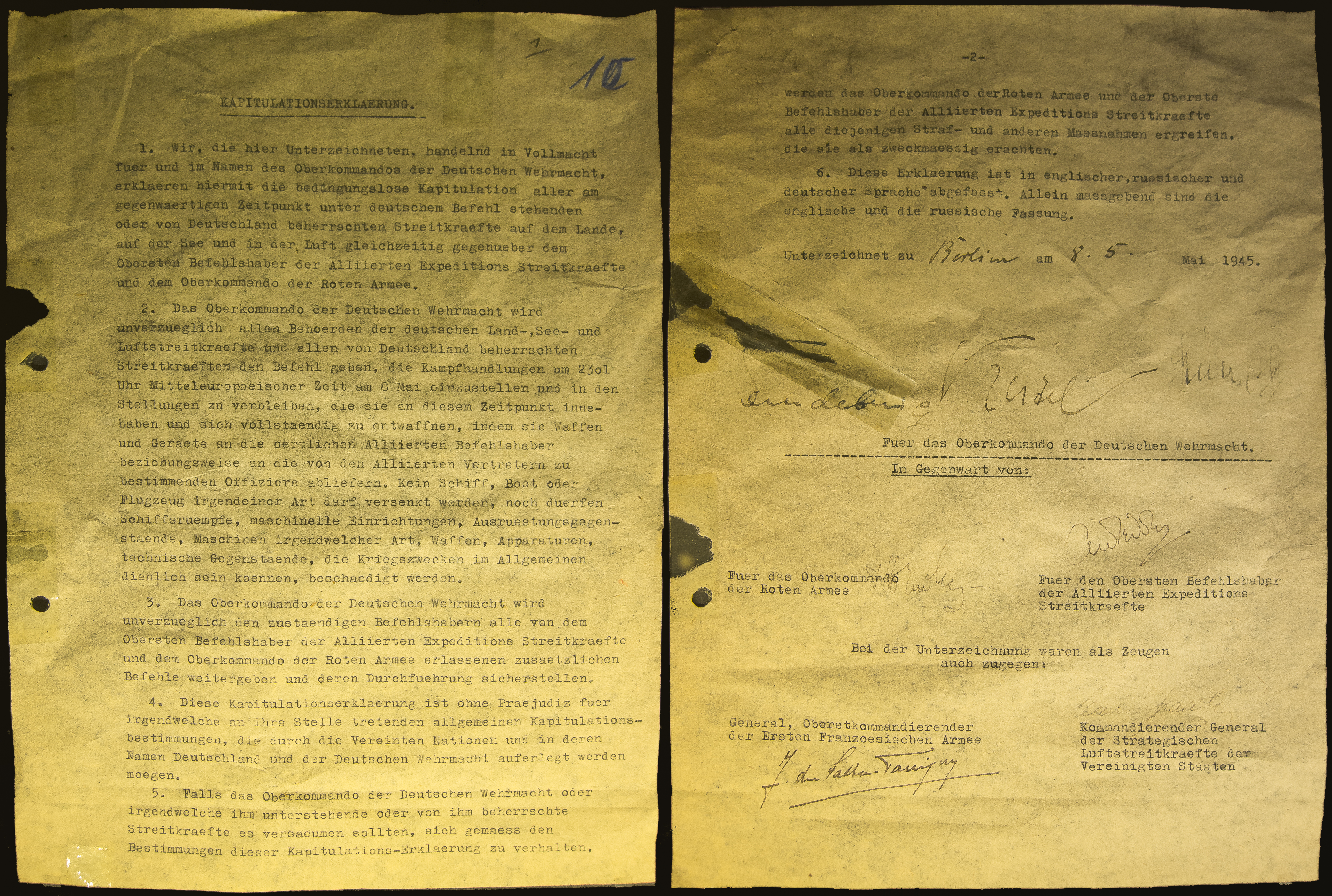
德國投降書

艾森豪威尔安排三支德军总司令于5月8日清晨从弗伦斯堡空运到柏林。晚上10点盟军代表团到达，并提供了修正后的投降文本。最终的军事投降书被定于5月8日午夜之前签署，地点位于苏联军事管理局驻柏林-卡爾斯霍斯特的所在地，即现在的柏林-卡尔肖斯特博物馆。由于艾森豪威尔作为西欧盟军最高司令官在技术上比朱可夫军衔更高，因此代表西方盟军签字的人选转为副手空军元帅亚瑟·泰德（Arthur Tedder）。西方盟军毫不犹豫地接受了苏方提出的对兰斯投降文本的修正案；但盟军签署方的确认和指定则出現問題。法国军队归SHAEF指挥，但戴高乐将军要求讓·德·拉特爾·德·塔西尼将军单独代表法国最高司令部签字；但在这种情况下，最终的投降文件上如果没有美国人的签字将是政治層面上不可接受的，而苏联人又不同意盟军签署方总共超过三位——其中之一必须是朱可夫。经过反复修改草案，最终双方同意法国和美国的签字人都将作为见证人。但最终版本直到午夜后才准备就绪供签字。因此，实际签字被推迟到欧洲中部时间5月9日凌晨1点左右；然后追溯到5月8日，以与兰斯协议和西方领导人所宣布的投降公告一致。
然而，苏联官方声明称，簽署儀式发生在5月8日欧洲中部时间22:43，这意味着签字仍然早于德国投降生效的时间。最终的军事投降书与兰斯签字的主要区别在于，投降書要求有三名德国签署人，其可以代表國防軍三个军种及最高統帥部。否则，修正后的文本规定了一个扩充的第2条，要求德军解除武装并将武器交给当地盟军指挥官。该条款确保德军不仅停止对正規盟军的军事行动；而且还要解除武装、解散并被俘虏。凯特尔元帅最初对修正后的文本犹豫不决，建议对投降的德军部队再宽限12小时，然后再据第5条因不遵守规定而受到惩罚性行动。最终不得不满足于朱可夫的口头保证。

## 後續影響

### 德國戰敗聲明
儘管德國投降書的德國軍方簽署者名義上是根據鄧尼茨海軍上將的指示行事，但無任何同盟國政府承認這個代理的弗倫斯堡政府具有合法行使權力的資格。因此，同盟國堅持德國簽署者應僅代表國防軍最高統帥部。1945年5月23日，弗倫斯堡政府，包括卡爾·鄧尼茨在內的一群前納粹黨員被俘虜成為戰俘，弗里德堡海軍上將則自殺身亡。據投降書第4條，1945年6月5日的《柏林宣言》確認了納粹的戰敗和納粹政權的垮台，並確立了同盟國對德國的佔領。

### 外交關係
1944年和1945年間，原保持中立的國家和前德國盟友紛紛加入同盟國陣營，並向軸心國德國宣戰。德國在這些國家的大使館均已關閉，財產和檔案根據《日內瓦公約》的條款，由指定的保護國（通常是瑞士或瑞典）託管；與此同時，同盟國在柏林的大使館也進行了相應的安排。美國國務院根據先前商定的歐洲諮詢委員會（EAC）投降文本，假設德國將會明確聲明無條件投降，因此早已為戰爭結束後的外交後果做好了準備。1945年4月下旬，國務院已通知各保護國和所有其他剩餘的中立國（如愛爾蘭），在德國即將投降後，德國的國家地位將完全由四個同盟國掌握，它們將立即召回所有德國外交人員，接收所有德國國有財產，終止所有保護國的職能，並要求將所有檔案和記錄移交給其中一個西方同盟國的使館。 1945年5月8日，同盟國的規劃開始實行，儘管簽署投降文件的德國方僅為德國最高統帥部（Oberkommando der Wehrmacht-OKW）；西方同盟國堅稱，一個正常運作的德國國家早已不復存在，因此德國軍隊的投降已導致納粹德國的徹底終結。由於各保護國完全遵守同盟國的要求，德意志帝國（1871-1945），包括納粹德國的覆滅，導致德國事實上失去自身政府，淪為當時被外國佔領的地區。作為剩餘的軸心國，日本已譴責了德國的投降決定，並單方面沒收了所有在日德國財產。

### 柏林宣言
《柏林宣言》（1945年6月5日）
由於1945年5月8日的投降書僅由德國軍方代表簽署，德國無條件投降的完整民事條款仍缺乏明確的依據。因此，歐洲諮詢委員會（EAC）起草的《德國無條件投降》文本，經重新起草為宣言，並附有擴充過的解釋性前言，由當時的四個同盟國所通過，成為《關於德國戰敗的宣言》（即《柏林宣言》）。闡明了同盟國的立場，即由於德國戰敗，已沒有任何法理依據的政府或中央權力（同盟國不承認殘餘的弗倫斯堡政府），因此德國境內懸空的民事權力已完全由四個同盟國代表（蘇聯、美國、英國和法國）代為所有同盟國政府接管，隨後組成了盟国管制理事会（ACC）。然而，史達林已經背棄了他先前對德國分裂原則的支持，於1945年5月8日對蘇聯人民的勝利宣言中公開否認了任何此類政策。。